# Eucyclodes
Eucyclodes là một chi bướm đêm thuộc họ Geometridae.

## Các loài
- Eucyclodes absona (Warren, 1896)
- Eucyclodes albisparsa (Walker, 1861)
- Eucyclodes angiportus (Prout)
- Eucyclodes aphrias (Meyrick, 1889)
- Eucyclodes benguetensis (Prout)
- Eucyclodes buprestaria (Guenée, 1857)
- Eucyclodes caledonica (Thierry-Mieg, 1915)
- Eucyclodes callisticta (Turner, 1904)
- Eucyclodes charma (Prout, 1917)
- Eucyclodes difficta (Walker, 1861)
- Eucyclodes discipennata (Walker, 1861)
- Eucyclodes divapala (Walker, 1861)
- Eucyclodes erotyla Turner, 1910
- Eucyclodes erymnodes Turner, 1910
- Eucyclodes fascinans (Lucas, 1894)
- Eucyclodes gavissima (Walker, 1861)
- Eucyclodes goniota (Lower, 1894)
- Eucyclodes insperata (Walker, 1861)
- Eucyclodes lepta (West)
- Eucyclodes leptocosma (Prout, 1933)
- Eucyclodes lithocrossa (Meyrick, 1889)
- Eucyclodes metaspila (Walker, 1861)
- Eucyclodes nivestrota (Warren, 1907)
- Eucyclodes pieroides (Walker, 1861)
- Eucyclodes praeampla (Warren, 1897)
- Eucyclodes rufimargo (Warren, 1897)
- Eucyclodes sanguilineata (Moore, [1868])
- Eucyclodes semialba (Walker, 1861)
- Eucyclodes speciosa (Lucas, 1890)
- Eucyclodes textiloides Holloway, 1996
- Eucyclodes vicaria (Herbulot)

## Hình ảnh

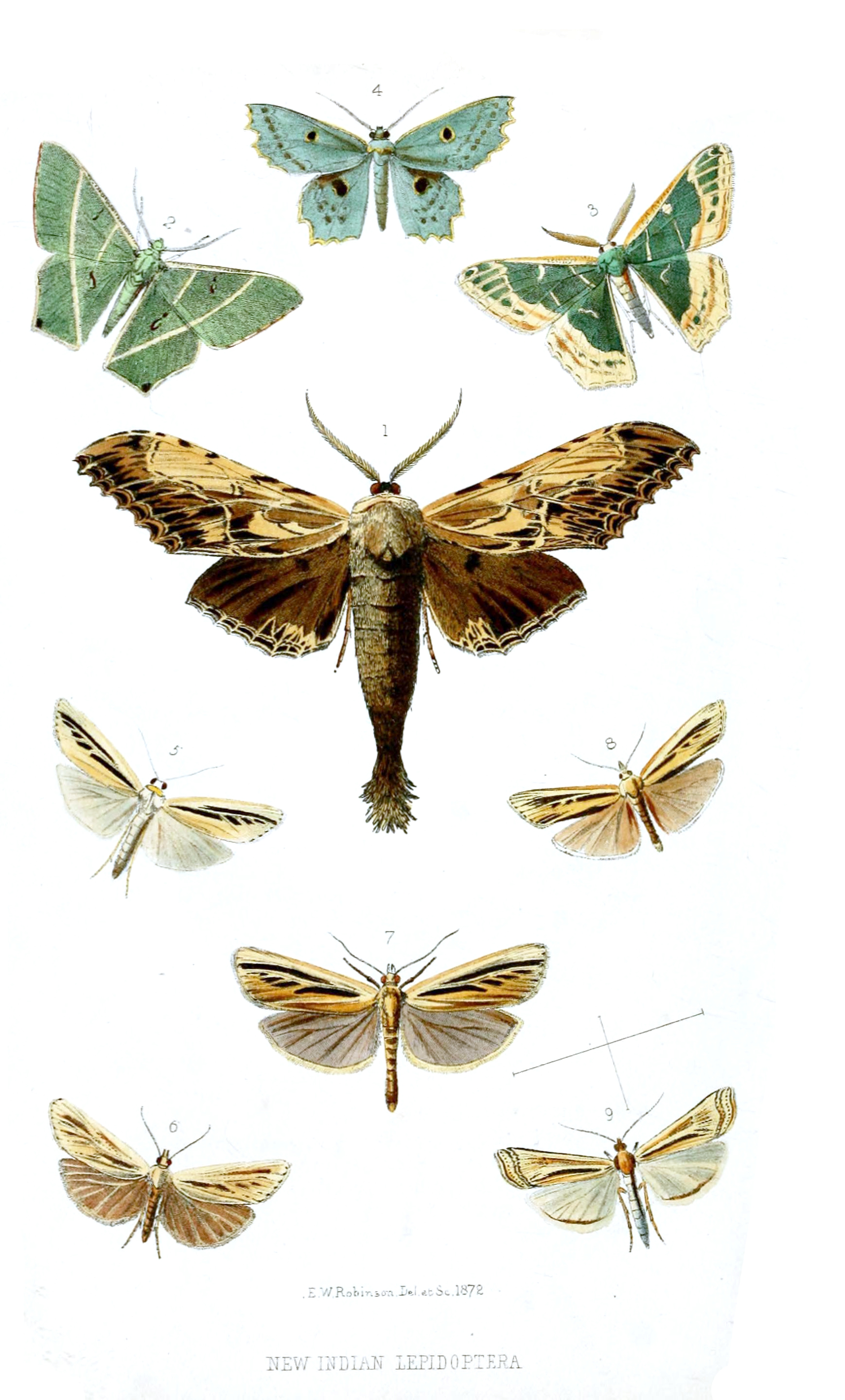